# 橋本昌禎
橋本 昌禎（はしもと しょうてい、嘉永6年10月18日（1853年11月18日） - 1900年（明治33年）10月1日）は、明治を代表する日本の臨済宗の僧侶、臨済宗天龍寺派管長。京都出身。俗姓は橋本。法名は昌禎。室号は息耕軒、道号は峨山。通常は橋本峨山と呼ぶ。

## 略歴

### 出生から鹿王院まで
1853年(嘉永6年10月18日)、京都市烏丸四條下る橋本伊兵衛の四男として生れる。その後、1857年(安政4年)頃までは、京都洛北岩倉の里城守家に養育してもらっていたが、その年の秋になると嵯峨野の鹿王院に入り1859年(安政6年)には昌禎の名をもらって出家して、義堂昌碩の下で修行する。1868年(明治1年5月10日)には師匠の義堂昌碩が遷化。翌年の7月になると、伊深の正眼僧堂に移って泰龍文彙に師事した。正眼僧堂での修行が十年過ぎた1880年(明治13年1月26日)には泰龍文彙が遷化。その後同年の5月13日には嵯峨の鹿王院住職を拝命し、翌年の9月には伊深から鹿王院へ転錫した。

### 天龍寺時代から遷化まで
1885年(明治18年1月15日)には前堂位に就き、峨山と号した。そして儀山善来の法嗣である由理滴水に参禅してその後嗣法する。
1893年(明治26年)には、再興なっていた天龍僧堂で橋本峨山が僧堂師家として雲居に入り接集し碧巌録を講ず。同時に天龍寺執事長となる。1895年(明治28年11月15日)には天龍寺副住職となる。
1899年(明治32年1月20日)に師匠であり管長の由理滴水が遷化し、そして4月11日には橋本峨山が臨済宗天龍寺派管長となる。翌年の1900年(明治33年)の春には、天龍寺開山550年忌大法会を挙行した。9月中頃に病に罹り1900年(明治33年10月1日午後1時)に遷化。遺骨を鹿王院義堂和尚の傍に納む。世寿48歳。

## 伊庭貞剛等名士と交流
幕末、維新の動乱期に関西地方の多くの名士と交流、なかでも住友2代総領事の伊庭貞剛とは、雲水時代に天龍寺の托鉢先として自宅を訪問したのが縁で長年の友人関係となり、貞剛が別子銅山に赴任した時には『臨済録』を渡すなど、その陶冶を助けた。

## 弟子
- 橋本独山（相国寺派管長）

## 著作
- 『息耕語録』
- 『峨山逸話』